# Zonocryptus robustus
Zonocryptus robustus är en stekelart som först beskrevs av James Waterston 1927.  Zonocryptus robustus ingår i släktet Zonocryptus och familjen brokparasitsteklar. Inga underarter finns listade i Catalogue of Life.